# Tablas prusianas
Las Tablas pruténicas, veces llamadas Tablas prusianas, (en latín: Tabulae prutenicae, significado pruténico «de Prusia», en alemán: Preußische Tafeln), eran unas tablas astronómicas (efemérides) que el astrónomo Erasmo Reinhold publicó en 1551. Reciben su nombre por el patronazgo de Alberto I, duque de Prusia, que había financiado a Reinhold. 

## Historia
Reinhold calculó este conjunto de tablas astronómicas basándose en el trabajo de Nicolás Copérnico De revolutionibus orbium coelestium, obra culmen del heliocentrismo copernicano publicada en 1543. En su explicación, Reinhold utilizó como su paradigma la posición de Saturno en el nacimiento del duque (17 de mayo de 1490). Con estas tablas, Reinhold pretendía reemplazar las Tablas alfonsíes;  de forma que las articuló para que los astrónomos familiarizados con los antiguos almanaques pudieran operar de forma análoga.
Se publicaron varias tablas basadas en las Tablas alfonsíes con posterioridad a las Tablas pruténicas. Sin embargo, las afirmaciones heliocéntricas no fueron mayoritariamente aceptadas con facilidad por su rupturismo con la astronomía preexistente. En su lugar, las Tablas pruténicas se convirtieron en una referencia regional en las regiones germanoparlantes gracias a su cercanía lingüística y confesional. Su difusión ayudó asentar la fama de Copérnico como un hábil matemático y astrónomo del nivel de Ptolomeo y propagaron los métodos de cálculo de Copérnico a lo largo y ancho del Imperio.
Así, con el tiempo las Tablas pruténicas reemplazaron a las Tablas alfonsíes en manos de astrónomos y astrólogos tras 300 años de preeminencia de estas. A través de las Tablas de las estrellas de Regiomontanus fueron usadas por marineros y el exploradores durante los siglos XIV y XV. Christopher Clavius utilizó la obra como base para la reforma de calendario del papa Gregorio XIII.
Décadas más tarde, en Praga, Tycho Brahe y Johannes Kepler compilaron las Tablas rudolfinas, basadas en el trabajo de Tycho, que incluía las observaciones más extensas y cuidadosas hasta la fecha. Kepler completó el trabajo de Tycho y publicó las tablas en 1627.
En tiempos más modernos, Owen Gingerich descubrió una copia anotada por Reinhold de la obra de Copérnico De revolutionibus. Esto le inspiró para diseminar y emplear los métodos de la obra durante su vida. Gingerich escribió sobre sus exploraciones y el papel que las tablas pruténicas desempeñaron en sus resultados, y la función de las tablas prutenicas de Reinhold, en The Book Nobody Read: Chasing the Revolutions of Nicolaus Copernicus (2004).